# Frontera entre Colòmbia i Nicaragua
La frontera entre Colòmbia i Nicaragua és una frontera internacional marítima que discorre en el mar Carib que és definida pel tractat Esguerra-Bárcenas (que pren els noms dels dos presidents, Manuel Esguerra per Colòmbia i José Bárcenas Meneses per Nicaragua), signat a Managua el 24 de març de 1928, aprovat pel Congrés de la República de Colòmbia mitjançant la llei n° 93 en 1928 i per Nicaragua per la llei del 6 de març de 1930.
la frontera així definida uneix els punts 14° 59′ 08″ N, 82° 00′ 00″ O / 14.98556°N,82.00000°O i 10° 49′ 00″ N, 82° 00′ 00″ O / 10.81667°N,82.00000°O.
A través d'aquest tractat, Colòmbia reconeix la sobirania de Nicaragua sobre la Costa dels Mosquitos, mentre que Nicaragua reconeix la sobirania de Colòmbia sobre l'arxipèlag San Andrés y Providencia.
El 28 de novembre de 2012 la Cort Internacional de Justícia de la Haia va confirmar la sobirania de Colòmbia sobre totes les illes de San Andrés així com del 60 % de les seves aigües territorials i concedeix el 40 % de les aigües a Nicaragua (70.000 km²). Aquest anunci va sorprendre els colombians i el president Juan Manuel Santos va refusar aquesta nova divisió que aïlla una part de les seves illes. Colòmbia es va retirar del pacte de Bogotà de 1948 i va apel·lar la decisió de la CIJ.